# Natalie Cole en español
Natalie Cole en español es el primer álbum de estudio de la cantante Natalie Cole grabado totalmente en español.
El disco se publicó internacionalmente el 25 de junio de 2013 y también el último álbum de la artista antes de fallecer a finales del 2015.

## El disco
| "Mi primera experiencia con la música en español fue cuando viajé con mi padre de niña a México y desde ahí me enamoré y por siempre quería cantar en este idioma." |

El disco compuesto de 12 canciones, más dos temas extra, incluye duetos con Juan Luis Guerra, Andrea Bocelli y, gracias a las nuevas tecnologías, con su propio padre, confirmaron los sellos discográficos Verve/Universal.
El álbum marca el regreso de la cantante después de someterse a un trasplante de riñón en 2009, el mismo día que falleció su hermana Carole, con quien hacía planes de grabar en español y sería su último álbum, debido a que la artista fallecería el 31 de diciembre de año 2015.
Su padre, Nat King Cole, grabó tres álbumes en español, el primero en 1958, que fue realizado entre Cuba y Los Ángeles, y dada la buena acogida optó por lanzar dos más, "A mis amigos" en 1959 que hizo en Río de Janeiro y "More Cole Español" (1962).

## Lista de canciones
| N.º | Título                                             | Escritor(es)                                                                                            | Duración |  |
| 1.  | «Frenesí»                                          | Alberto Borras Domínguez                                                                                | 3:24     |  |
| 2.  | «Voy A Apagar La Luz / Contigo Aprendi»            | Armando Manzanero                                                                                       | 4:06     |  |
| 3.  | «Acércate Más» (duo con Nat King Cole)             | Osvaldo Farrés                                                                                          | 2:46     |  |
| 4.  | «Mañana De Carnaval»                               | Luiz Bonfá, Antônio Maria                                                                               | 3:08     |  |
| 5.  | «Bésame Mucho» (duo con Andrea Bocelli)            | Consuelo Velázquez                                                                                      | 4:02     |  |
| 6.  | «Quizás, Quizás, Quizás»                           | Osvaldo Farrés                                                                                          | 2:27     |  |
| 7.  | «Solamente Una Vez»                                | Agustín Lara                                                                                            | 2:30     |  |
| 8.  | «Oye Como Va (Medley)» (duo con Arthur Hanlon)     | Tito Puente, Bobby Collazo, Pablo Beltrán Ruiz, Rudy Pérez, David E. Brown, José Areas, Jose Rico Reyes | 4:59     |  |
| 9.  | «Yo Lo Amo (And I Love Him)» (duo con Chris Botti) | Lennon/McCartney                                                                                        | 4:25     |  |
| 10. | «El Día Que Me Quieras»                            | Carlos Gardel, Alfredo Le Pera                                                                          | 4:28     |  |
| 11. | «Bachata Rosa» (duo con Juan Luis Guerra)          | Juan Luis Guerra                                                                                        | 4:02     |  |
| 12. | «Amapola»                                          | Joseph Maria Lacalle                                                                                    | 3:20     |  |

### iTunes bonus track
| iTunes bonus track |                                                       |          |  |
| N.º                | Título                                                | Duración |  |
| 13.                | «Cuando vuelva a tu lado» (featuring Arturo Sandoval) | 3:37     |  |

## Posicionamiento en listas musicales
| País           | Lista (2013)          | Mejor posición | Ref.  |
| -------------- | --------------------- | -------------- | ----- |
| Croacia        | Croatian Albums Chart | 37             | [ 5 ] |
| Polonia        | Polish Albums Chart   | 21             | [ 6 ] |
| Estados Unidos | Latin Pop Álbum       | 1              | [ 7 ] |
| Estados Unidos | Latin Álbum           | 1              | [ 7 ] |
| Estados Unidos | Billboard 200         | 91             | [ 7 ] |
| Estados Unidos | Billboard Jazz Albums | 2              | [ 7 ] |

## Certificaciones y ventas
| País    | Organismo Certificador | Certificación | Ventas | Ref.  |
| ------- | ---------------------- | ------------- | ------ | ----- |
| Polonia | ZPAV                   | Oro           | 10 000 | [ 8 ] |